# Джилас, Милован
Ми́лован Джи́лас (серб. Милован Ђилас; 12 июня 1911, с. Подбишче, Королевство Черногория — 20 апреля 1995, Белград) — югославский политический деятель и литератор черногорского происхождения, известный как популяризатор концепции «нового класса» — партийной номенклатуры, фактически правившей в странах соцлагеря.

## Биография

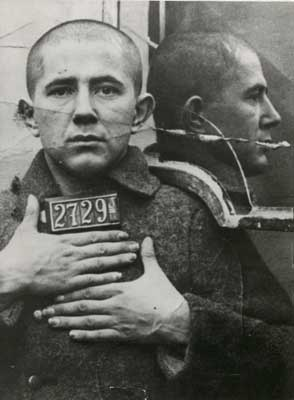
Джилас в 1933 году

Уроженец Черногории. Изучал литературу и право в Белградском университете, вступил в Коммунистическую партию Югославии (КПЮ) в 1932 году, в 1932—1935 гг. был заключённым.
С 1937 года — член Центрального комитета (ЦК) КПЮ, с конца 1943 года — член президиума Антифашистского веча народного освобождения Югославии, один из организаторов партизанского движения в Югославии. Генерал-лейтенант. Кавалер советского ордена Кутузова (5 сентября 1944 года).
С 1945 года (после окончания войны) — член Временной народной скупщины и министр по делам Черногории, с 1948 — секретарь Исполнительного бюро ЦК КПЮ, с 1953 — один из вице-президентов Югославии и, позднее, председатель Союзной народной скупщины. В 1944 и 1948 годах Джилас побывал в Советском Союзе, где встречался со Сталиным и другими известными деятелями международного коммунистического движения.
В октябре 1953 — январе 1954 года опубликовал в газете «Борба», официальном органе Союза коммунистов Югославии, серию статей с резкой критикой «сталинских методов», однопартийной системы и требованиями независимости правосудия. В этих публикациях он впервые выдвинул тезис о возникновении в Югославии нового правящего класса. За эту критику он был смещён со всех партийных и правительственных постов с формулировкой за «буржуазно-либеральные взгляды, имеющие целью подрыв ведущей роли СКЮ». В марте 1954 года подал заявление о выходе из партии. После интервью The New York Times, опубликованном в декабре 1954 года, в котором утверждал, что Югославия превратилась в тоталитарную страну, которой правят недемократические силы и реакционеры, он был приговорён к полуторагодичному условному тюремному заключению за «враждебную пропаганду».
Своим поступком Джилас видимо привлёк внимание советских властей, которые решили использовать его для нормализации отношений с Югославией, фактически разорванных в 1948—1949 годах. 22 июня 1954 года ЦК КПСС направил ЦК Союза коммунистов Югославии письмо с предложением урегулировать советско-югославский конфликт 1948 года, объяснив его действиями уже расстрелянного Лаврентия Берии и ещё находящегося на свободе Джиласа. Югославские власти в ответе от 11 августа 1954 года отказались выставлять виновником Джиласа, заявив, что его роль в партийном руководстве «никогда не была решающей».
19 ноября 1956 года, после его публичного заявления агентству «Франс Пресс» с осуждением советского военного вмешательства в Венгрии, Джилас был арестован и приговорён к трём годам заключения. В 1957 году за рубежом была опубликована публицистическо-философская книга Джиласа «Новый класс: Анализ коммунистической системы», в которой он обосновал свой тезис о возникновении в СССР, Югославии и других социалистических странах нового правящего класса привилегированной партийной бюрократической верхушки, эксплуатирующей общество. Книга эта, переведённая более чем на 40 языков, получила широкий отклик за пределами так называемого социалистического лагеря — но её автору она принесла ещё семь лет заключения. Идеи, изложенные в книге «Новый класс» рассматриваются политологами в качестве описательной модели политико-административной элиты России.
14 октября 1957 года был лишён ордена и звания Народного героя, которым был награждён 27 ноября 1953 года, позднее его лишили и иных югославских наград. У него сохранился лишь советский орден Кутузова I степени.
В тюрьме занимался литературным творчеством и переводами (перевёл на сербохорватский «Потерянный рай» Джона Мильтона).
14 января 1961 года подписал принесённый ему в камеру машинописный текст просьбы об освобождении. 20 января того же года он был выпущен из тюрьмы, а 10 апреля 1962 года был снова арестован.
За короткий период пребывания на свободе Джилас публикует (опять за рубежом) книгу, которую он лично считал своим главным достижением: «Разговоры со Сталиным». Эта книга была издана на английском языке и уже в 1962 году переведена и издана на многих языках (французском, итальянском, датском, немецком, испанском, шведском, польском и на иврите). В «Разговорах со Сталиным» рассказывалось о трёх визитах Джиласа в СССР (в 1944, 1945 и 1948 годах). В 1970 году эта книга была издана на русском языке во Франкфурте-на-Майне.
Уже в день освобождения дал интервью корреспондентам «Рейтер» и The New York Times. В апреле 1961 года администрация тюрьмы вернула ему экземпляры его книг «Негош» и «Черногория». Джилас подписал с прибывшим из США главой издательского дома В. Йовановичем договор об издании в Америке своих мемуаров о поездке в СССР.
В мае 1962 года был вновь осуждён за передачу в книге секретных сведений, с учётом предыдущего срока общее назначенное наказание составило 14 лет лишения свободы (5 лет за «Встречи со Сталиным» и 9 лет оставшегося срока).
Пробыл в тюрьме до конца 1966 года. Он был амнистирован, но без возвращения гражданских прав и боевых наград. В открытом письме к Иосипу Брозу Тито в 1960-е годы он потребовал полностью порвать все связи с СССР и вступить в фактический союз с Западом.
После этого продолжал свою диссидентскую общественную и писательскую деятельность. В конце 1960-х годов выезжал за границу, в США, где выступал с лекциями и публиковался, однако с 1970 года (до 1986 года) в выезде за границу ему отказывали.
В 1986 году книга «Новый класс» была наконец-то опубликована на родине автора. В августе 1989 года впервые за 35 лет предстал перед общественностью – его встреча со студентами в Словении транслировалась по телевидению (федеральное руководство осудило его антикоммунистические высказывания и критиковало словенские издания за их публикацию).
В 1990 году в Югославии была впервые издана (в дополненном варианте) его книга «Встречи со Сталиным».
Скончался в 1995 году. По завещанию велел похоронить себя по церковному обряду (по вероисповеданию был православным), что считалось удивительным для члена коммунистической партии. Похоронен по собственному желанию в родном селе Подбишче в Черногории.

## Теория «нового класса»
По мнению Джиласа, после победы социалистической революции аппарат компартии превращается в новый правящий класс. Этот класс партийной бюрократии монополизирует власть в государстве. Проведя национализацию, он присваивает право распоряжения государственной собственностью. В результате, как фактический хозяин всех орудий и средств производства новый класс становится классом эксплуататоров, поддерживает свою диктатуру методами террора и тотального идеологического контроля.  Бывшие революционеры, требовавшие широких демократических свобод, оказавшись у власти, превращаются в душителей свободы.

## Семья
Первая жена — Митра Митрович (женился в 1936 году), в браке родилась дочь Вукица. Развёлся в 1952 году и вскоре повторно женился на Штефании Барич, в браке родился сын Алекса.

## Книги
- Михаил Восленский. Номенклатура. — М.: Захаров, 2016. — 640 с. — ISBN 978-5-8159-1368-4..
- Новый класс = New Class. An Analysis of the Communist System (англ.). — Нью-Йорк: Фредерик А. Прегер, 1957. — 243 p.
- A Land without Justice: An autobiography of his youth = Бесудна земља (англ.). — Нью-Йорк, 1958.
- Разговоры со Сталиным = Разговори са Стаљином (серб.). — Лондон, 1962.
- Несовершенное общество = Несавршено друштво (серб.). — Лондон, 1969. — 177 с.
- Сећање једног револуционара, 1973[источник не указан 318 дней]
- Испод боја, Чикаго, 1971
- Делови из животног времена, Чикаго, 1975
- Тито, мой друг и мой враг = Tito — Priča iznutra (серб.). — Париж: Лев, 1980; 1982. — 226 с.
- Револуционарни рат, Лондон, 1980
- Време власти, Лондон, 1983
- Тамница идеја, Нью-Йорк, 1984
- Идеје из затвора, Лондон, 1986
- Успон и пад, Вашингтон, 1986
- Пад нове класе (серб.). — Белград: Службени лист СРЈ, 1994. — 338 с. — ISBN 9788635502014.